# Liste des villes fantômes de Floride
Cet article recense les villes fantômes de la Floride, aux États-Unis.

## Liste alphabétique
- Acron
- Acton
- Allenhurst
- Andytown
- Anona
- Aurytown
- Bareah
- Barrsville
- Basinger
- Bay Harbor
- Bayport
- Bayview
- Bethany
- Birdon
- Bodie
- Brewster
- Bullowville
- Bunkerhill
- Castor Town
- Centralia
- Campville
- Chicora
- Citrus Center
- College Hill
- Columbus
- Cornwell
- Cosme
- Crewsville
- Cromanton
- Croom
- East Goose Creek
- Edgeville
- Eldora
- Ellaville
- Fivay
- Flamingo
- Fontaine
- Fort Brooke
- Fort Chokonikla
- Fort Dade
- Fort Dallas
- Fort Desoto
- Fort Drum
- Fort Jefferson
- Fort King
- Fort Kissimmee
- Fort Lonesome
- Fort Mose
- Gaiter
- Garfield
- Goodno
- Green Pond
- Gulf City
- Hague
- Hall City
- Hampton Springs
- Heidtville
- Hicora
- Hopewell
- Hopkins
- Indian Key
- Indian River City
- Island Grove
- Jane Jay
- Juliette
- Kenansville
- Kerr City
- Kicco
- Kismet
- Koreshan
- Kreamer Island
- Lake Fern
- Leno
- Liverpool
- Lulu
- Magnolia
- Manasota
- Manhattan
- Mannfield
- Mars
- Midland
- Montbrook
- Muscogee
- Negro Fort
- New Troy
- Newnansville
- Old Bethel
- Old California
- Old Venus
- Orsino
- Parmalee
- Parramore
- Pembroke
- Perky
- Peru
- Picnic
- Picture City
- Pigeon Key
- Pine level
- Pittman
- Port Leon
- Port Tampa
- Punta Rassa
- Rattlesnake
- Ringgold
- Rochelle
- Romeo
- Rosewood
- Runnymede
- Rye
- Sandy
- Sardis
- Sherman
- Sisco
- Slighville
- Spray
- St. Francis
- St. Joseph
- Stage Pond
- Stanton
- Stiltsville
- Sulphur Springs
- Sumica
- Sun City
- Tasmania
- Tillman
- Torrey
- Traxler (en)
- Troy
- Vandolah
- Verna
- Vicksburg
- Villa City
- Waterbury
- Welchton
- Welcome
- West Tocoi
- Willow
- Wilson
- Yamato Colony